# Goldichita
La goldichita és un mineral de la classe dels sulfats. Rep el seu nom en honor de Samuel Stephen Goldich (1909-2000), mineralogista nord-americà de la Universitat de Minnesota i cap fundador de la Branca de la geologia de l'isòtop del Servei Geològic dels Estats Units.

## Característiques
La goldichita és un sulfat de fórmula química KFe³⁺(SO₄)₂(H₂O)₄. Cristal·litza en el sistema monoclínic. Apareix com a cristalls en forma de llistó acabat individual o doblement, de fins a 4 mm, aplanats a {100} i allargats al llarg de [001], amb dominants {011}, {100} i
{110}; aquests dos últims poden ser estriats paral·lelament a [001]; també apareix en clústers paral·lels i radiants, agregats en incrustacions. La seva duresa a l'escala de Mohs és 2,5.
Segons la classificació de Nickel-Strunz, la goldichita pertany a «07.CC: Sulfats (selenats, etc.) sense anions addicionals, amb H₂O, amb cations de mida mitjana i grans» juntament amb els següents minerals: krausita, tamarugita, kalinita, mendozita, lonecreekita, alum-(K), alum-(Na), tschermigita, lanmuchangita, voltaïta, zincovoltaïta, pertlikita, amoniomagnesiovoltaïta, kröhnkita, ferrinatrita, löweita, blödita, nickelblödita, changoita, zincblödita, leonita, mereiterita, boussingaultita, cianocroita, mohrita, nickelboussingaultita, picromerita, polihalita, leightonita, amarillita, konyaita i wattevilleita.

## Formació i jaciments
La goldichita es forma en fragments cimentants en enderrocs de pendents d'un dipòsit d'urani, piritífer, oxidant, del tipus de l'altiplà del Colorado (mina Dexter No. 7, Utah, EUA); també es forma en recobriments de les parets de les mines en un dipòsit de sofre argil·lat format per l'activitat d'una fumarola subterrània (mina Santa Bárbara, Argentina). També ha estat descrita a l'illa de Saba, Grècia, Itàlia, el Perú, Rússia i Xile.
Ha estat trobada associada a altres minerals com: alunogen, coquimbita, copiapita, halotrichita (mina Dexter No. 7, Utah, EUA); metavoltina, hexahidrita, ferrinatrita, krausita, halotrichita, voltaïta, sofre, sideronatrita, alunogen i halita (mina Santa Bábara, Argentina).